# ۳ مارس
۳ مارس شصت و دومین (در سال‌های کبیسه شصت و سومین) روز سال در گاه‌شماری میلادی است. ۳۰۳ روز تا پایان سال باقی‌است.

## رویدادها
- ۱۸۴۵ - پذیرش فلوریدا به عنوان ۲۷مین ایالت آمریکا
- ۱۸۵۷ - دومین جنگ تریاک و اعلان جنگ فرانسه و بریتانیا علیه چین
- ۱۸۷۵ - نخستین اجرای اپرای کارمن اثر ژرژ بیزه در اپرا-کمیک پاریس
- 1873 - دولت ایالات متحده قوانین کامستاک را به دلیل ارسال پستی بسته‌های غیرقانونی اجرا کرد.[۱]
- ۱۸۷۸ - بازیابی استقلال بلغارستان از امپراتوری عثمانی بر پایهٔ پیمان سن استفانو
- ۱۹۲۳ - انتشار اولین شمارهٔ مجله تایم
- ۱۹۳۱ - انتخاب رسمی سرود پرچم پرستاره به عنوان سرود ملی ایالات متحده آمریکا
- ۱۹۳۸ - کشف نفت در عربستان سعودی
- ۱۹۵۸ - انتخاب نوری السعید به نخست‌وزیری عراق برای چهاردهمین بار
- ۱۹۶۱ - به پادشاهی رسیدن حسن دوم در مراکش
- ۲۰۱۴ - جنایت قتل غزاله شکور ؛ دختر دانشجوی هنر ایران و اتریش

## زادروزها
- ۱۸۲۴ - آنتون صقال، شاعر و ترانه‌سرای سوری
- ۱۸۳۹ - جمشیدجی تاتا، از پیشگامان صنعت مدرن هند و ملقب به «پدر صنعت هند»
- ۱۸۴۷ - الکساندر گراهام بل، مبتکر و دانشمند بریتانیایی و مخترع تلفن
- ۱۸۹۵ - موشه فینشتاین، فیلسوف و خاخام یهودی ارتدکس
- ۱۹۱۶ - پل ریچارد هالموس، ریاضیدان مجاری-آمریکایی
- ۱۹۲۲ - دیوید گرینگلاس، جاسوس آمریکایی
- ۱۹۳۸ - برونو بوزتو، انیماتور و کارگردان انیمیشن ایتالیایی
- ۱۹۴۹ - بانی دانبار، فضانورد زن آمریکایی
- ۱۹۸۰ - شذی حسون، خوانندهٔ عراقی
- ۱۹۸۱ - آرش میراسماعیلی, جودوکا
- ۱۹۸۲ - جسیکا بیل، مدل و بازیگر آمریکایی
- ۱۹۸۴ - مجید صادقانی نویسنده و پژوهشگر ایرانی تاریخ

## مرگ‌ها
- ۱۷۰۲ - زیب‌النسا، دختر اورنگ‌زیب عالمگیر و یکی از خوشنویسان هند و از شاعران سبک هندی در ادبیات فارسی و تصوف
- ۱۷۰۳ - رابرت هوک، دانشمند و فیزیک‌دان انگلیسی
- ۱۷۰۷ - اورنگ‌زیب، ششمین پادشاه گورکانی هند
- ۱۸۷۱ - میشائل تونت، کابینت‌ساز آلمانی-اتریشی
- ۱۹۵۸ - ویلهلم زایسر، سیاست‌مدار آلمان شرقی
- ۱۹۶۰ - محمد الاشمر، نظامی سوری.  [۲]
- ۱۹۸۳ ـ هرژه (ژرژ رمی)، نویسنده و کاریکاتوریست بلژیکی وخالق ماجراهای تن‌تن و میلو
- ۱۹۸۳ - آرتور کستلر، داستان‌نویس، وقایع‌نگار و روزنامه‌نگار مجاری-بریتانیایی
- ۱۹۹۶ - مارگریت دوراس، نویسنده و فیلمساز فرانسوی
- ۱۹۹۹ - گرهارد هرتزبرگ، فیزیکدان و دانشمند شیمی فیزیک آلمانی و برنده جایزه نوبل شیمی
- ۲۰۱۴ - جنایت قتل غزاله شکور؛ دانشجوی هنر ایران و اتریش
- ۲۰۲۰ - یاور همدانی شاعر و پژوهشگر ایرانی